# Teun Roosenburg
Jacob Martijn (Teun) Roosenburg (Den Haag, 9 juli 1916 – Eijsden, 15 juli 2004) was een Nederlandse beeldhouwer en keramist.

## Leven en werk
Roosenburg was een zoon van architect Dirk Roosenburg. Hij was aanvankelijk werkzaam als opzichter op het bureau van zijn vader en maakte een enkele keer ornamenten voor diens bouwwerken. Hij studeerde eind jaren dertig als hospitant aan de Koninklijke Academie van Beeldende Kunsten in Den Haag, als leerling van onder anderen Albert Termote, en vervolgde zijn opleiding aan de Académie Ranson in Parijs. Vanaf 1941 tot aan zijn overlijden woonde hij in Eijsden. Hij trouwde met schilderes Jopie Goudriaan (1913-1996). Kort na de Tweede Wereldoorlog betrokken ze Kasteel Oost, dat ze in de jaren vijftig kochten.
Roosenburg was lid van de Haagsche Schetsclub, de Limburgse Kunstkring en de Nederlandse Kring van Beeldhouwers.

## Werken (selectie)
- 1952 Moeder en Kind Goes
- 1962 Flora, Aalsmeer
- 1964 Bever, Groningen
- 1981 Op blote voeten, Maastricht
- 1999 Drie gratiën, Horst

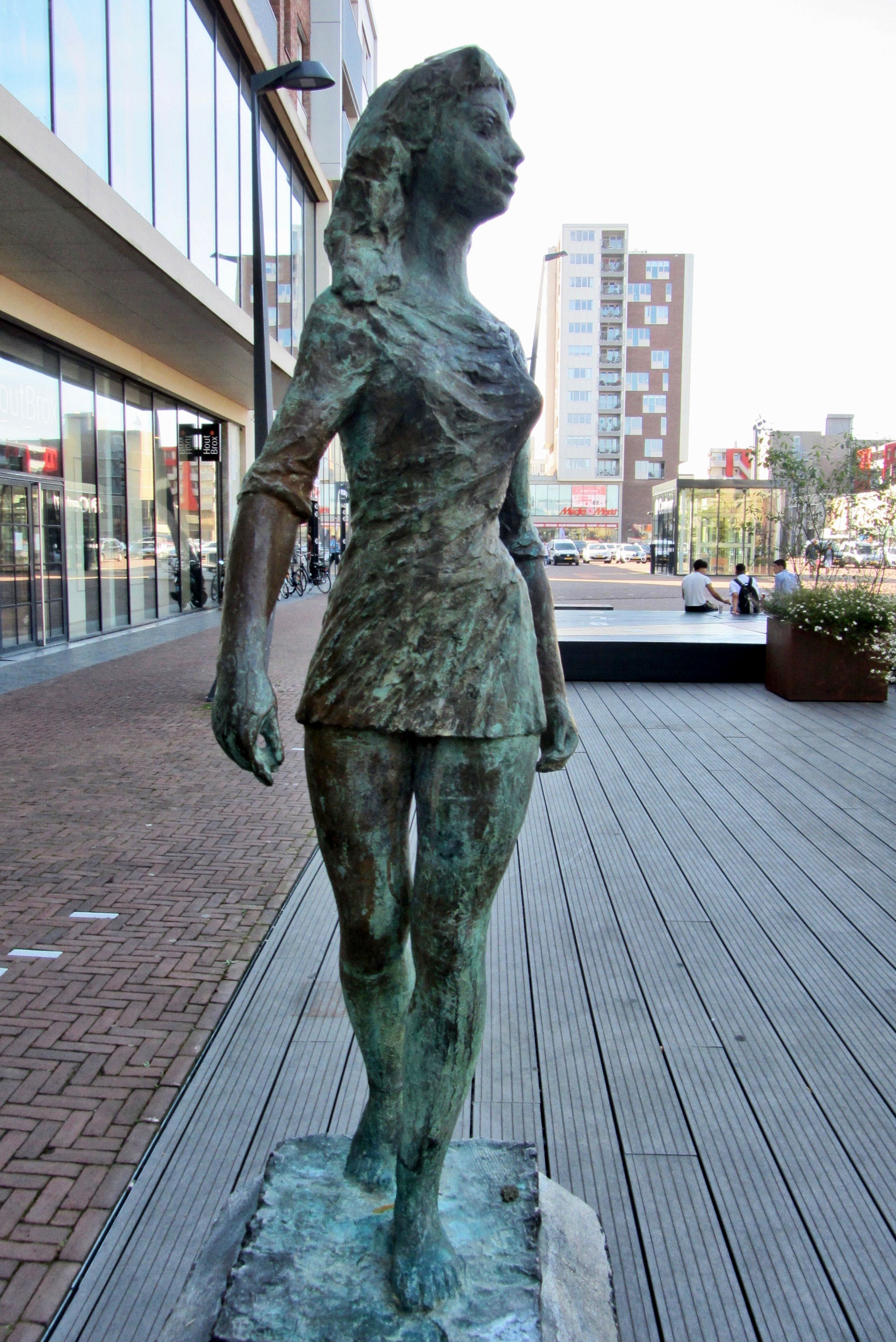
Meisje in mini (Drachten)
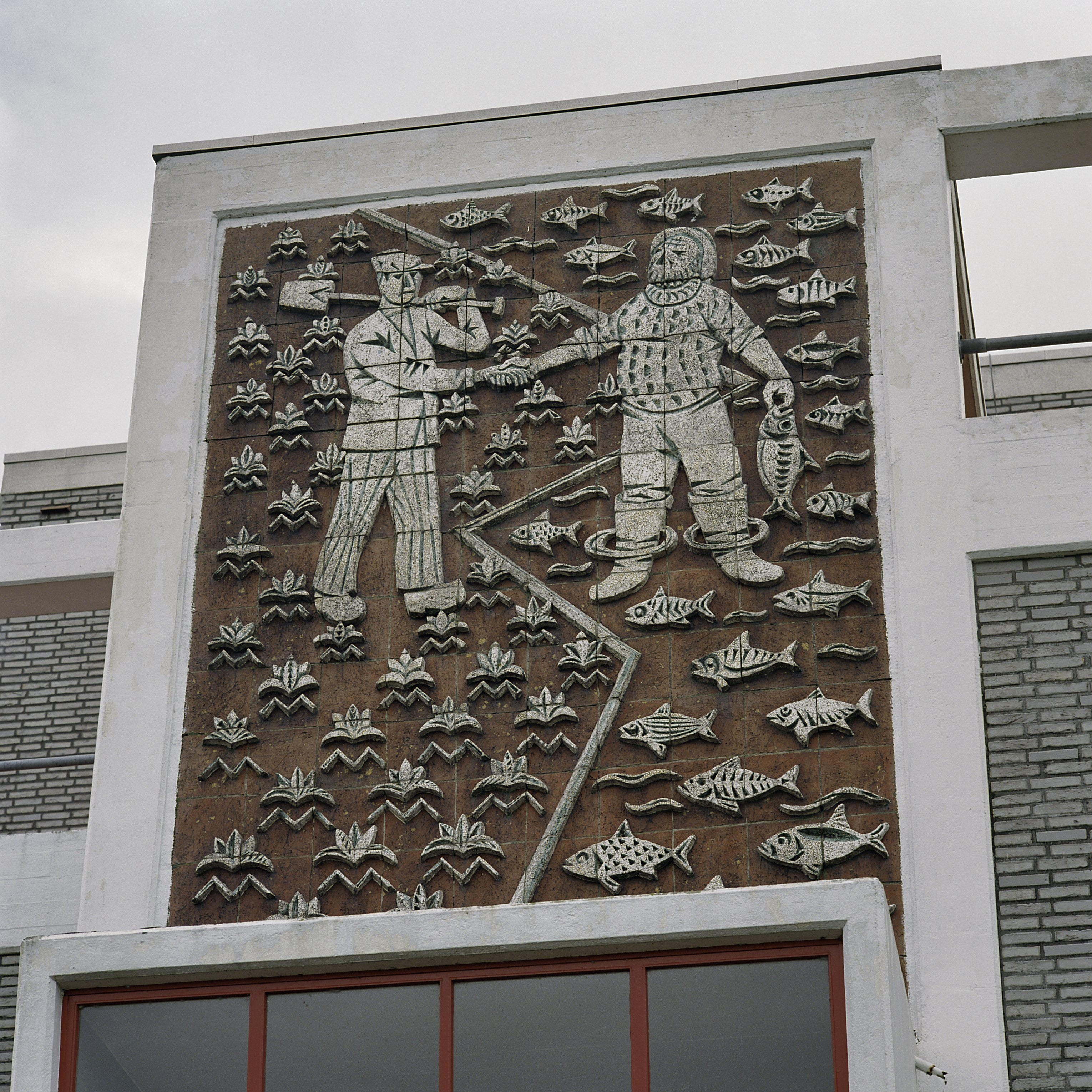
Gemaal Lovink (Biddinghuizen)
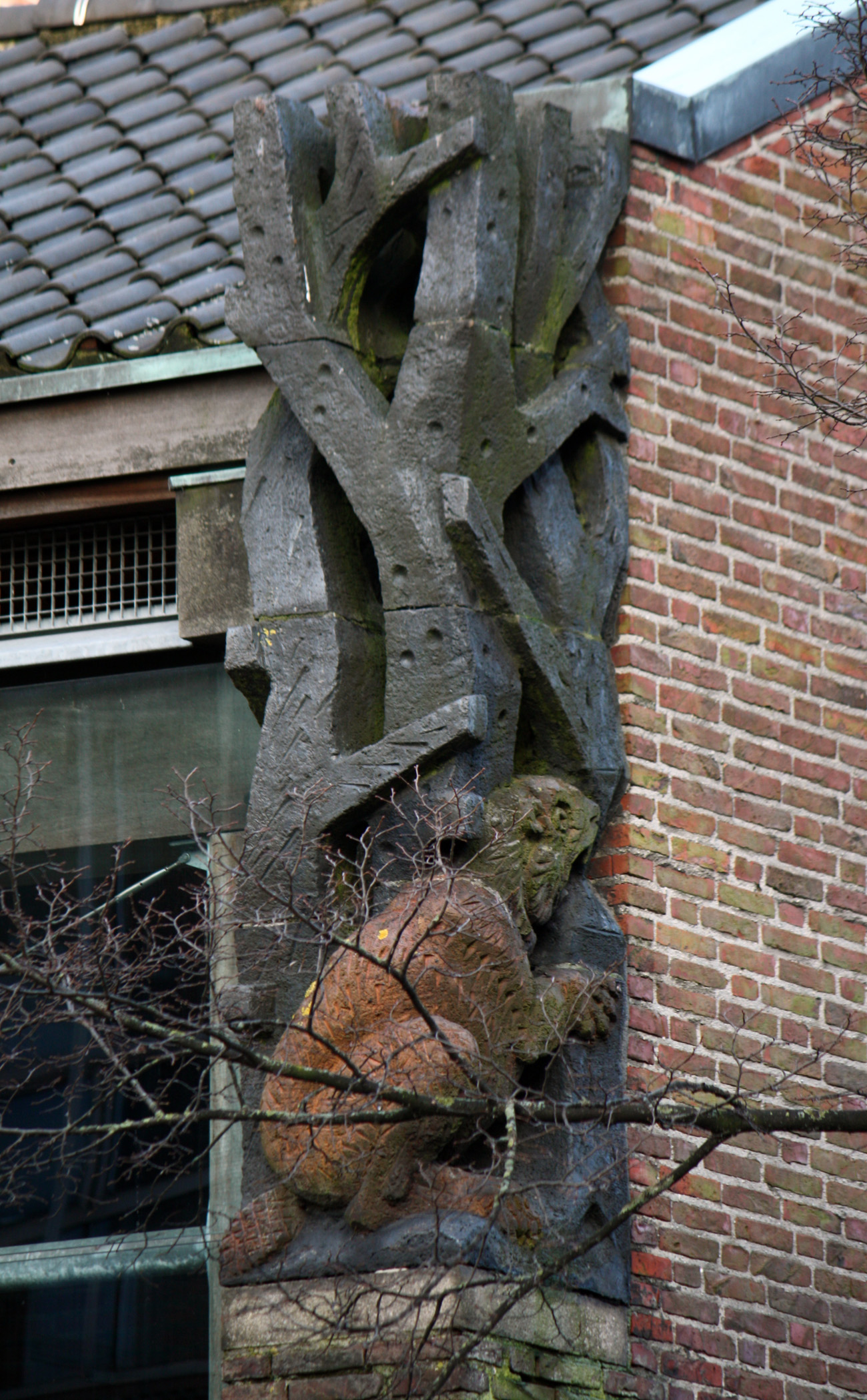
Bever (Groningen)
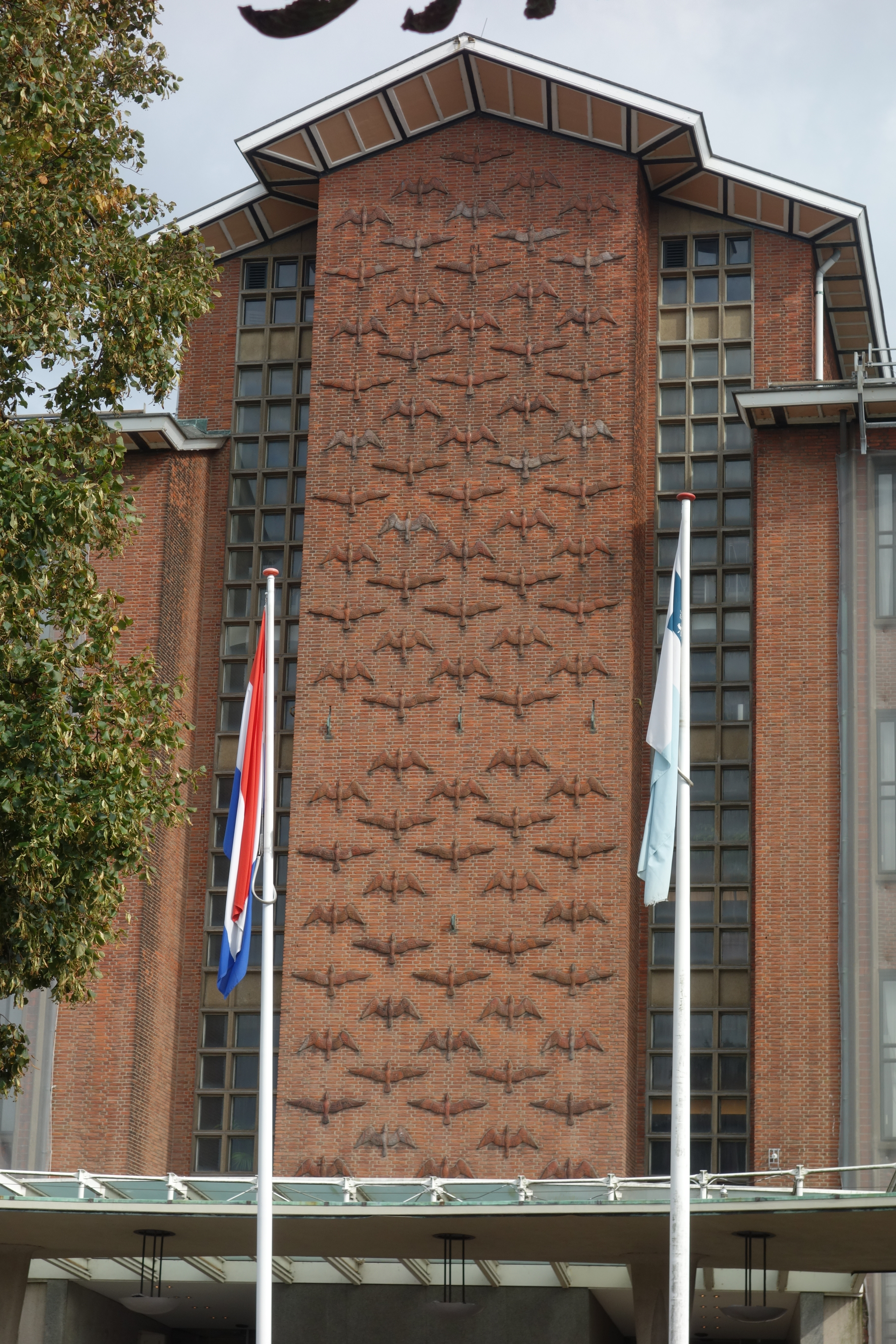
Vogels (Den Haag)